# 田中幸雄 (小惑星)
田中幸雄（たなかゆきお、20019 Yukiotanaka）は小惑星帯に位置する小惑星。高橋篤志と渡辺和郎が北海道の北見で発見した。
プロ野球選手としての全期間を（北海道）日本ハムファイターズで過ごし、ミスター・ファイターズと呼ばれた1967年生まれの内野手田中幸雄に因んで命名された。小惑星センターが命名を承認したのは、田中が現役引退を表明した直後の2007年9月末である。